# 닐스 (덴마크)

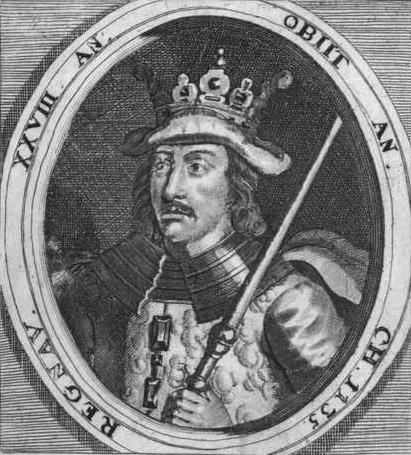
닐스

닐스(덴마크어: Niels, 1065년경 ~ 1134년 6월 25일)는 덴마크의 국왕(재위: 1104년 ~ 1134년)이다.

## 생애
에스트리센가(Estridsen) 출신이며 스베인 아스트리다르손(스벤 2세) 국왕의 사생아로 태어났다. 1086년 자신의 형인 올라프 1세가 덴마크의 국왕으로 즉위하면서 올라프를 대신해서 플랑드르에서 볼모로 보내졌다.
1103년 7월 자신의 형인 에리크 1세 국왕이 순례에 나서던 도중에 사망했으며 1104년 덴마크의 국왕으로 즉위했다. 덴마크의 국왕으로 즉위한 이후에는 자신의 형인 크누드 4세의 시성을 위해 노력했고 재위 기간 동안에는 기독교 성직자들의 높은 지지를 받았다.
1105년에는 스웨덴의 잉에 1세(Inge I) 국왕의 딸인 마르가레타 프레드쿨라(Margareta Fredkulla)와 결혼했는데 마르가레타 왕비는 덴마크의 국정에 큰 영향력을 행사했다. 1125년에는 닐스의 아들인 망누스(Magnus)가 태어났는데 망누스는 훗날 스웨덴의 망누스 1세(Magnus I) 국왕으로 즉위하게 된다.
마르가레테 왕비가 사망한 이후에는 스웨덴의 잉에 2세(Inge II), 스베르케르 1세(Sverker I) 국왕과 결혼했던 울브힐드 호콘스도테르(Ulvhild Håkansdotter)와 결혼했다. 덴마크의 왕위 계승자 결정 과정에서 자신의 아들인 망누스를 지지했던 닐스는 망누스와 후계자 경쟁 관계에 있던 크누드 라바르(Knud Lavard)를 살해했지만 이는 내전을 촉발시키는 계기가 된다.
닐스는 1134년 6월 4일에 일어난 포테비크(Fotevik) 전투에서 망누스와 함께 에리크 에무네(Erik Emune)를 상대로 전투를 벌였지만 패전했고 1134년 6월 25일 슐레스비히에서 살해당하고 만다. 그의 사망으로 인해 덴마크에서는 60년 동안에 걸친 스벤 2세의 아들들의 치세가 끝났고 크누드 라바르의 이복형제인 에리크 2세가 덴마크의 국왕으로 즉위하게 된다.